# Bruce Pavitt

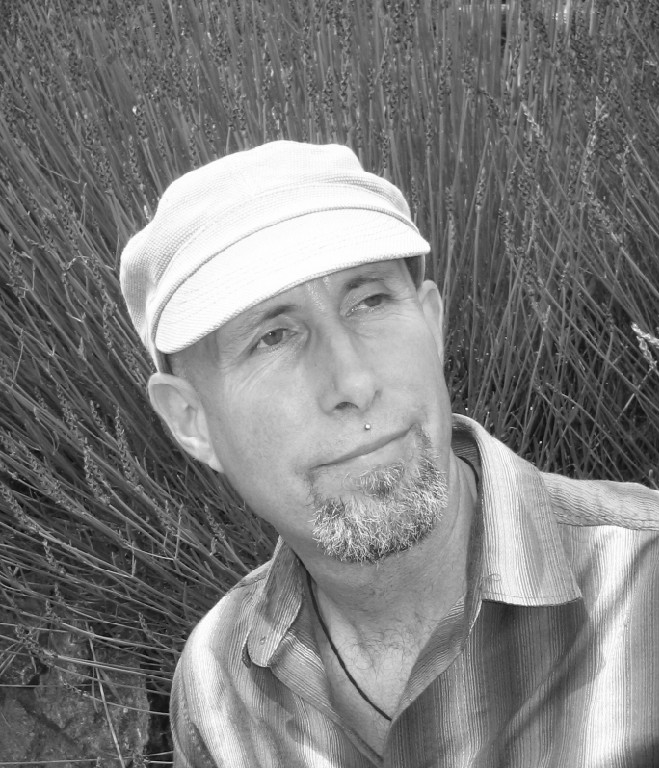

Bruce Pavitt es el fundador del sello de grunge Sub Pop, así como la página web Akashic.com
Pavitt había fundado una revista llamada Subterranean Pop acerca de bandas de rock alternativo en Estados Unidos en 1979. En 1986, Pavitt se muda a Seattle y le quita a Subterranean la parte final, quedando como resultado el nombre Sub Pop, editando bajo ese nombre el primer recopilatorio de la historia del grunge, Deep Six, el mismo año de su fundación como casa discográfica. Poco después, Pavitt conoce a Jonathan Poneman, un locutor de radio interesado en el fenómeno grunge en formación. Bajo sugerencia de Kim Thayil, Poneman se une a Pavitt en Sub Pop como codirector, editando como agradecimiento a Thayil el EP de Soundgarden titulado Screaming Life.
En 2007, Pavitt funda Akashic.com basándose en la discográfica del mismo nombre, Akashic Records.